# بيت فيوز
بيت فيوز (مواليد 11 فبراير 1987) هو لاعب تزلج على المنحدرات الثلجية سويسري متخصص في سباقات الداونهيل وسوبر جي..

## وصلات خارجية
- بيت فيوز على موقع الاتحاد الدولي للتزلج (التزلج على المنحدرات الثلجية) (الإنجليزية)
- بيت فيوز على موقع اللجنة الأولمبية الدولية (الإنجليزية)
- بيت فيوز على موقع أوليمبيديا (الإنجليزية)